# Beringraja binoculata
Beringraja binoculataは、ガンギエイ目に分類されるエイの一種。ガンギエイ科の最大種である。アラスカからバハ・カリフォルニアまで、北アメリカの太平洋沿岸に分布し、海岸から水深120 mまで生息する。底生の無脊椎動物や小魚を食べる。ガンギエイ類では珍しく、一つの卵に複数の胚(最大7つ)が入る。カリフォルニア州沖で商業的に最も重要なガンギエイ類の1つで、食用に販売されている。

## 分類
1855年にフランスの生物学者であるシャルル・フレデリック・ジラールによって記載された。種小名はラテン語で「2」を意味する biと「目」を意味するoculatusに由来し、鰭にある一対の暗色斑に由来する。ジラールはまた、ワシントン州の海岸で発見された腐敗した死骸についてJames G. Cooperが記したメモに基づき、Raja cooperi (現在は本種のシノニム)を記載した。古い文献ではガンギエイ属に分類されている。 2012年に、本種とメガネカスベは Raja (魚) 属からメガネカスベ属(Beringraja)に変更された。

## 分布と生息地
ベーリング海東部、アリューシャン列島から、南はバハ・カリフォルニア州沖のセドロス島まで、北東太平洋に分布する。カリフォルニア州のコンセプション岬以南では稀である。湾、河口、大陸棚に生息し、通常は砂泥底、時には藻場で見られる。生息水深は最深800 mと報告されているが、通常水深 120 m以深では見られない。生息域北部の浅い水域で頻繁にみられる。ブリティッシュコロンビア州沖に多く、水深26 - 33 m、水温7.6 - 9.4 °Cを好む。

## 形態
最大全長は2.4 mだが、通常は全長1.8 m、体重91 kgを超えない。体盤は平らな菱形で、僅かに横幅が長く、吻部は長く尖る。眼は小さく、すぐ前に大きな噴水孔がある。歯は小さく、歯列は上顎が24 - 48列、下顎が22 - 45列。尾には2基の小さな背鰭があり、臀鰭はなく、尾鰭はほとんど退化している。腹鰭には切れ込みがある。
幼魚の皮膚は滑らかだが、成魚は背面と吻部腹面、鰓穴の間、腹部に小さな棘がある。背面中央に2 - 3本の棘、尾の正中線に沿って12 - 55本（通常13 - 17本）の棘が並び、背面にも棘がある。老成個体では、眼の上に棘がある場合もある。背面の体色は茶色から赤褐色、オリーブブラウン、または灰色で、小さな白色斑や暗色斑が点在する。胸鰭には一対の円形の暗色斑があり、淡い縁取りがある。腹面は白く、暗色の斑点が入る場合もある。

## 生態
通常、眼だけを出して海底に埋まっている。多毛類、軟体動物、甲殻類、小型の底魚を捕食する。若い個体は多毛類と軟体動物を捕食する傾向が僅かに強い。エビスザメは本種の捕食者として知られている。本種の胸鰭にある暗色斑は、捕食者を混乱させるためのおとりとして機能すると考えられている。キタゾウアザラシの幼獣は、本種の卵を食べることが知られている。本種の寄生虫には、カイアシ類 Lepeophtheirus cuneifer が含まれる。

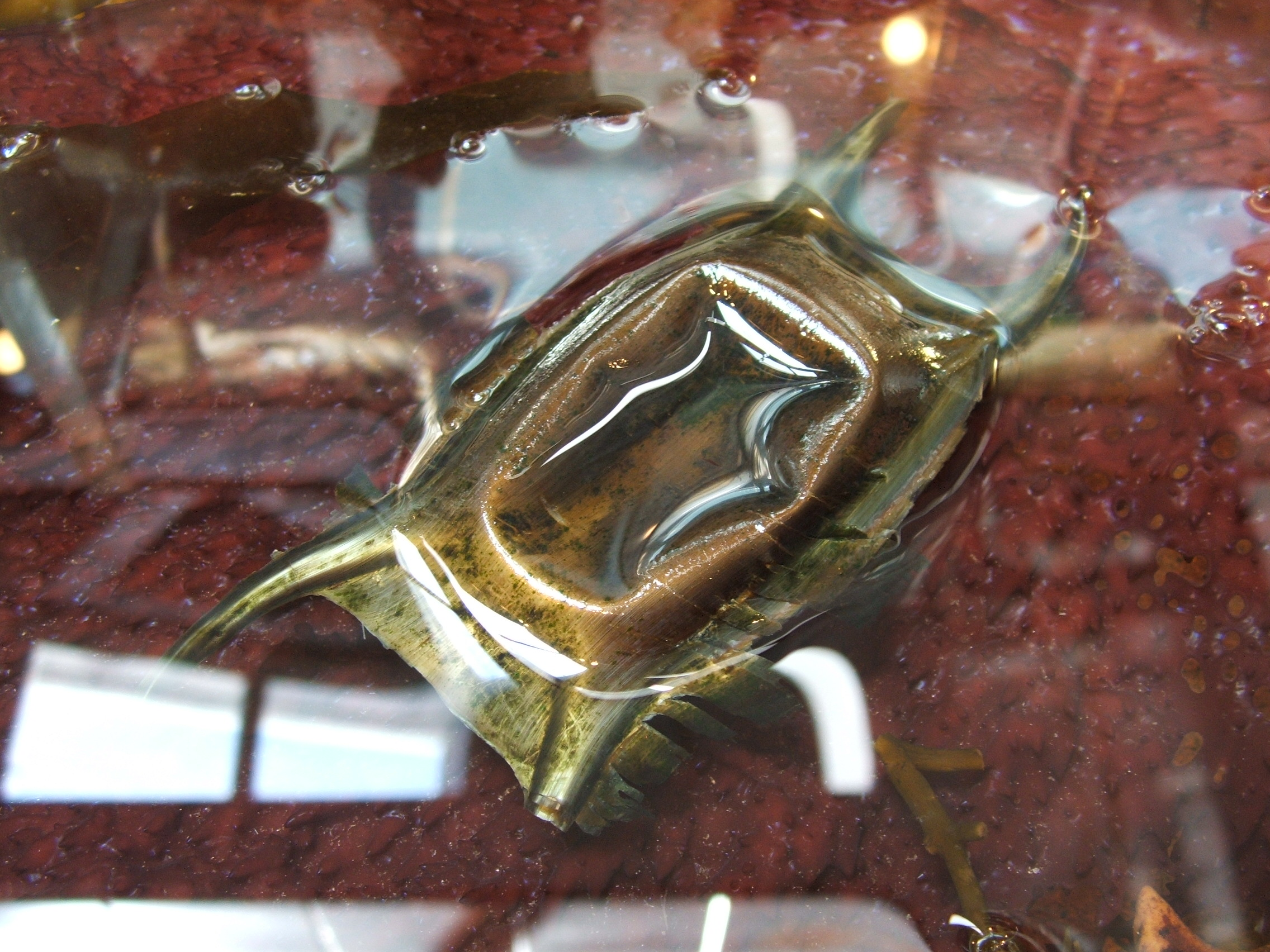
本種の卵殻

卵生であり、ガンギエイ目では珍しく、一つの卵に通常複数の胚が入る。海岸に打ち上げられたものは「人魚の財布」と呼ばれる。本種の卵はガンギエイ目最大で、長さ23 - 31 cm、幅11 - 19 cm。卵殻は長方形で、背面はアーチ状で腹面はほぼ平ら、側面はほぼ並行で、中央に向かってやや凹む。卵殻の隅には幅の広い突起が4つあり、後部の突起はわずかに長い。1つの卵には 1 - 7個 (通常は3 - 4個) の胚が含まれる。
雌は平らな砂泥底で産卵する。繁殖期は明確でなく、産卵は一年中行われる。特定の場所では多数の卵が発見されており、産卵床を利用している可能性がある。仔エイは全長18 - 23 cmまで成長し、9ヶ月で孵化する。雌は全長1.3 - 1.4 m、12 - 13歳で、雄は全長0.9 - 1.1 m、7 - 8歳で性成熟する。アラスカ湾の個体群の成長率はカリフォルニア州沖の個体群と同等だが、ブリティッシュコロンビア州沖の個体群とは異なる。アラスカ沖の個体群の寿命は最長15年だが、ブリティッシュコロンビア沖の個体群の寿命は最長26年である。

## 人との関わり
釣り人に頻繁に捕獲され、通常は再放流または廃棄される。飼育環境によく適応し、水族館で展示されることが多い。カリフォルニア沖で漁獲されるガンギエイ3種のうちの1種だが、他の商業漁業対象種と比較すると重要性は低い。通常は底引網漁で混獲される。胸鰭は食用として販売され、焼いたり揚げたりして食べられる。ホタテガイを模した食品として販売されることもある。1990年代、鰭の市場価格は1ポンドあたり0.40 - 1.00$に上昇し、トロール漁で混獲された個体が販売されるようになったため、カリフォルニア沖の本種の漁獲量が10倍に増加した。2003年には本種と Beringraja rhina を対象とした漁業がアラスカ湾で始まった。
本種を捕獲する可能性のある漁業は、アラスカ州、カナダのブリティッシュコロンビア州、および米国本土の西海岸（ワシントン州、オレゴン州、カリフォルニア州）の 3 つの地域で行われている。これらの地域で本種の資源評価が実施されたが、どの地域でも乱獲は確認されなかった。本種の資源量と持続可能な漁獲量は正確には推定できていない。国際自然保護連合によって低危険種と評価されている。